# WASP-18 b
WASP-18 b – planeta pozasłoneczna orbitująca wokół gwiazdy WASP-18, należąca do grupy gorących jowiszy, znajdująca się w konstelacji Feniksa. Została odkryta przez zespół naukowy SuperWASP pod kierunkiem Coela Helliera z Keene University.
Planeta WASP-18 b jest dziesięciokrotnie cięższa od Jowisza, a orbituje w odległości zaledwie trzech promieni swojej gwiazdy od niej. Dodatkowo planeta ta obraca się w przeciwnym kierunku niż gwiazda, wokół której orbituje. Na powierzchni dziennej półkuli planety panuje temperatura szacowana na 2400 K. Planety należące do grupy gorących jowiszy powstają w znacznych odległościach od swoich gwiazd. Później zbliżają się coraz bardziej do gwiazdy, krążąc po zacieśniających się orbitach aż do momentu, gdy zostają rozerwane przez siły pływowe.
Masa planety i jej odległość od centralnej gwiazdy wskazują, że powinna ona zostać zniszczona w ciągu najbliższego miliona lat. Sam wiek gwiazdy oraz planety ocenia się na miliard lat. Zgodnie z teorią oddziaływań pływowych na powierzchni gwiazdy powstaje wybrzuszenie, które powoduje utratę momentu pędu i zacieśnianie orbity planety. Przyczyną takiego stanu jest krótszy okres orbitalny planety (0,94 ziemskiego dnia) od okresu obrotu gwiazdy (około 5,6 ziemskiego dnia).
Czynnikiem opóźniającym rozerwanie WASP-18 b mogłaby być druga planeta.